# Foville
Foville är en kommun i departementet Moselle i regionen Grand Est (tidigare regionen Lorraine) i nordöstra Frankrike. Kommunen ligger i kantonen Verny som tillhör arrondissementet Metz-Campagne. År 2022 hade Foville 103 invånare.

## Befolkningsutveckling
Antalet invånare i kommunen Foville
| Referens: INSEE |